# Puydarrieux
 Puydarrieux  es una comuna y población de Francia, en la región de Mediodía-Pirineos, departamento de Altos Pirineos, en el distrito de Tarbes y cantón de Trie-sur-Baïse.
Su población en el censo de 1999 era de 264 habitantes.
Está integrada en la Communauté de communes du Pays de Trie.

## Demografía
| 311 | 285 | 257 | 254 | 248 | 264 |
| Para los censos de 1962 a 1999 la población legal corresponde a la población sin duplicidades (Fuente: INSEE [Consultar]) |     |     |     |     |     |